# Frank Ihrcke
Frank Anthony Ihrcke (Amburgo, 23 aprile 1883 – Chicago, 26 marzo 1946) è stato un ginnasta e multiplista statunitense.

## Carriera
Partecipò ai Giochi olimpici di Saint Louis 1904 nelle gare di triathlon e ginnastica. Giunse nono nel concorso a squadre, trentacinquesimo nel concorso generale individuale, diciassettesimo nel triathlon e sessantatreesimo nel concorso a tre eventi.